# Eli Zeira
Generálmajor Eli Zeira (hebrejsky אלי זעירא‎, * 1928, Haifa, Britský mandát Palestina) je bývalý generál Izraelských obranných sil (IOS). V letech 1972 až 1974 byl náčelníkem vojenské rozvědky Aman. Nejvíce znám se stal díky svému chybném odhadu před jomkipurskou válkou, že Egypt a Sýrie nezaútočí, přestože zpravodajské služby tvrdily opak. Poválečná Agranatova komise, která prošetřovala okolnosti války, shledala Zeirovo pochybení a doporučila jeho odvolání. Zeira následně rezignoval.